# Rhinolophus hillorum
Rhinolophus hillorum is een zoogdier uit de familie van de hoefijzerneuzen (Rhinolophidae). De wetenschappelijke naam van de soort werd voor het eerst geldig gepubliceerd door Koopman in 1989.